# Mark Kelly (general)
Mark Kelly (Sídney, 31 de octubre de 1956) es un militar australiano, comandante de la Fuerza de Tarea Conjunta 633 - CJTF 633 en el Departamento de Defensa de Australia.

## Educación
Su educación incluye el Centro de Defensa y Estudios Estratégicos, la Universidad de Nueva Gales del Sur, la Deakin University, el Australian Army Command and Staff College, el Royal Military College Duntroon y la Escuela Argícola James Ruse.

## Biografía en servicio militar activo
Retirado del ejército australiano, el 5 de junio de 2010, tras casi 36 años de servicio. Durante su carrera militar como Oficial de Infantería, ordenó a todos los niveles en el ejército australiano como Pelotón de Infantería, compañía, batallón, brigada, división y el Comando de la Tierra. 
Su experiencia operacional incluye el servicio con la Fuerza de Vigilancia de la Commonwealth en Zimbabue / Rodesia durante las elecciones de la Independencia en 1979/1980, Jefe de Estado Mayor de la INTERFET o Estabilización de Timor Oriental 1999/2000, como Director del Grupo de Planificación Combinada (CPG) en EE. UU. operaciones de planificación CENTCOM en el Oriente Medio, Afganistán, el Cuerno de África e Irak durante 2003/2004, y finalmente como comandante de la Fuerza de Tarea Conjunta 633 (CJTF 633) al mando de todas las Fuerzas de Defensa de Australia elementos en la Zona Media de Operaciones y Afganistán desde el 12 de enero de 2009 al 14 de enero de 2010.

## Vida en retiro militar
Desde el 1 de julio de 2010, su nuevo cargo como Comisionado de Repatriación o Miembro del Servicio de la Comisión de Repatriación y la Comisión Militar de Rehabilitación e Indemnización, le ofrece la oportunidad de continuar sirviendo a todo el personal de servicio mediante la supervisión del Departamento de Asuntos de Veteranos en la entrega de una indemnización , la asistencia sanitaria y apoyo a los veteranos, personal de servicio que sirven y anteriores, las viudas, hijos y familiares a cargo.